# Dersu Uzała (film 1975)
Dersu Uzała (jap. デルス・ウザーラ Derusu Uzāra) – radziecko-japoński film w reżyserii Akiry Kurosawy z 1975 r., oparty na autobiograficznych książkach Władimira Arsienjewa: Po Kraju Ussuryjskim (1921) i Dersu Uzała (wyd. 1923).
Kurosawa nakręcił go pod wpływem fascynacji rosyjską kulturą, po przerwie w pracy spowodowanej finansową klęską filmu Dō desu ka den. Zdjęcia kręcono w Kraju Chabarowskim.

## Treść filmu
Obraz przedstawia historię przyjaźni carskiego oficera, Arsienjewa, i jego przewodnika, tytułowego Dersu Uzały, myśliwego z plemienia Nanajów (Goldów), którego Arsienjew poznał w trakcie zorganizowanej przez carskie wojsko wyprawy kartograficznej do Krainy Ussuryjskiej w 1902 roku. Dersu został jego przewodnikiem po tajdze i bliskim przyjacielem. Jako przewodnik Dersu wielokrotnie zadziwiał uczestników wyprawy swymi niezwykłymi umiejętnościami; fascynował też Arsienjewa swoją bezinteresowną troską o życie nieznajomych ludzi i zwierząt.
Dersu nie pojmuje cywilizacji, jest zintegrowany z przyrodą. Wyznaje animizm; za istoty żywe i uduchowione uważa m.in. rzeki, góry, wiatr, deszcz, mgłę oraz Słońce i Księżyc. Jego system wartości jest przejrzysty.
Historia przyjaźni carskiego oficera, Arsienjewa (w roli tej wystąpił Jurij Sołomin), badacza ussuryjskiej tajgi z początku XX wieku i jego przewodnika, tytułowego Dersu Uzały (którego gra Maksim Munzuk), została ukazana bez sentymentalizmu. Film Kurosawy stał się refleksją nad paradoksami cywilizacji. W czasach współczesnych ludzie z plemienia Goldów, z których wywodził się myśliwy, nie potrafią już żyć w tajdze.

## Nagrody i wyróżnienia
Film został nagrodzony w 1976 roku Oscarem za najlepszy film nieanglojęzyczny.
Z okazji stulecia kina, w 1995 roku, w Watykanie opracowano listę „wielkich i wartościowych filmów”. Na liście znalazło się 45 filmów, zgrupowanych w trzech kategoriach: ważnych dla przedstawienia prawd religii, propagujących ważne wartości i stanowiących wybitne dokonania artystyczne. Film Kurosawy został zaliczony do kategorii dzieł propagujących ważne wartości.